# مینورو موری
مینورو موری (انگلیسی: Minoru Mori؛ ۲۴ اوت ۱۹۳۴ – ۸ مارس ۲۰۱۲ (۷۷ سال)) کارآفرین، اهالی کسب‌وکار، سرمایه‌دار و ملاک اهل ژاپن بود، که در سال ۱۹۵۹ شرکت موری بیلدینگ را تأسیس کرد.